# George Henry Bogert
Pour les articles homonymes, voir Bogert.
George Henry Bogert, né le 6 février 1864 à New York dans l'État de New York et décédé le 13 décembre 1944 dans la même ville aux États-Unis, est un peintre américain, connu pour ces peintures de paysage réalisé dans le style de l'école de Barbizon, l'American Barbizon School.

## Biographie
George Henry Bogert naît à New York en 1864. Au début des années 1880, il étudie à l'académie américaine des beaux-arts. En 1884, il se rend en France et séjourne à Grez-sur-Loing dans le département de Seine-et-Marne où il peint des paysages de la région et de la forêt de Fontainebleau. Il s'installe ensuite à Paris ou il étudie auprès des peintres Louis-Joseph-Raphaël Collin, Aimé Morot et Pierre Puvis de Chavannes. Quatre ans plus tard, il rentre à New York. Il poursuit son apprentissage auprès du peintre Thomas Eakins. Il devient membre de la Society of American Artists (en) en 1889.
Dans les années 1890 et 1900, il effectue divers voyages en Europe, séjournant sur l'île de Wight en Angleterre, à Venise en Italie, dans le port de pêche d'Étaples ou il peint en compagnie du peintre Eugène Boudin et aux Pays-Bas. Il épouse Margaret Austin Merryman en 1898. En 1899, avec le tableau September Evening, il reçoit le prix Hallgarten (en) qui récompense la meilleure œuvre d'un peintre de moins de trente-cinq ans ayant exposé à l'académie au cours de l'année écoulée. En 1900, il gagne une médaille de bronze lors de l'exposition universelle de Paris. L'année suivante, il obtient une médaille d'argent lors de l'exposition Pan-américaine de Buffalo. En 1904, il obtient une nouvelle médaille d'argent lors de l'exposition universelle de Saint-Louis dans le Missouri. Il fréquente à partir de 1914 la colonie artistique d'Old Lyme durant l'été.
Membre du Lotos Club (en) et du Salmagundi Club au cours de sa carrière, il décède à New York en 1944.  Il est enterré au cimetière Duck River (en) d'Old Lyme.
Ces œuvres sont notamment visibles ou conservées au Metropolitan Museum of Art, à l'académie américaine des beaux-arts et au Brooklyn Museum de New York, au musée des Beaux-Arts de Boston, à la Pennsylvania Academy of the Fine Arts de Philadelphie, à la National Gallery of Art et au Smithsonian American Art Museum de Washington, à la bibliothèque Huntington de San Marino, au Minneapolis Institute of Art de Minneapolis et à la galerie d'art Albright-Knox de Buffalo.

## Œuvres

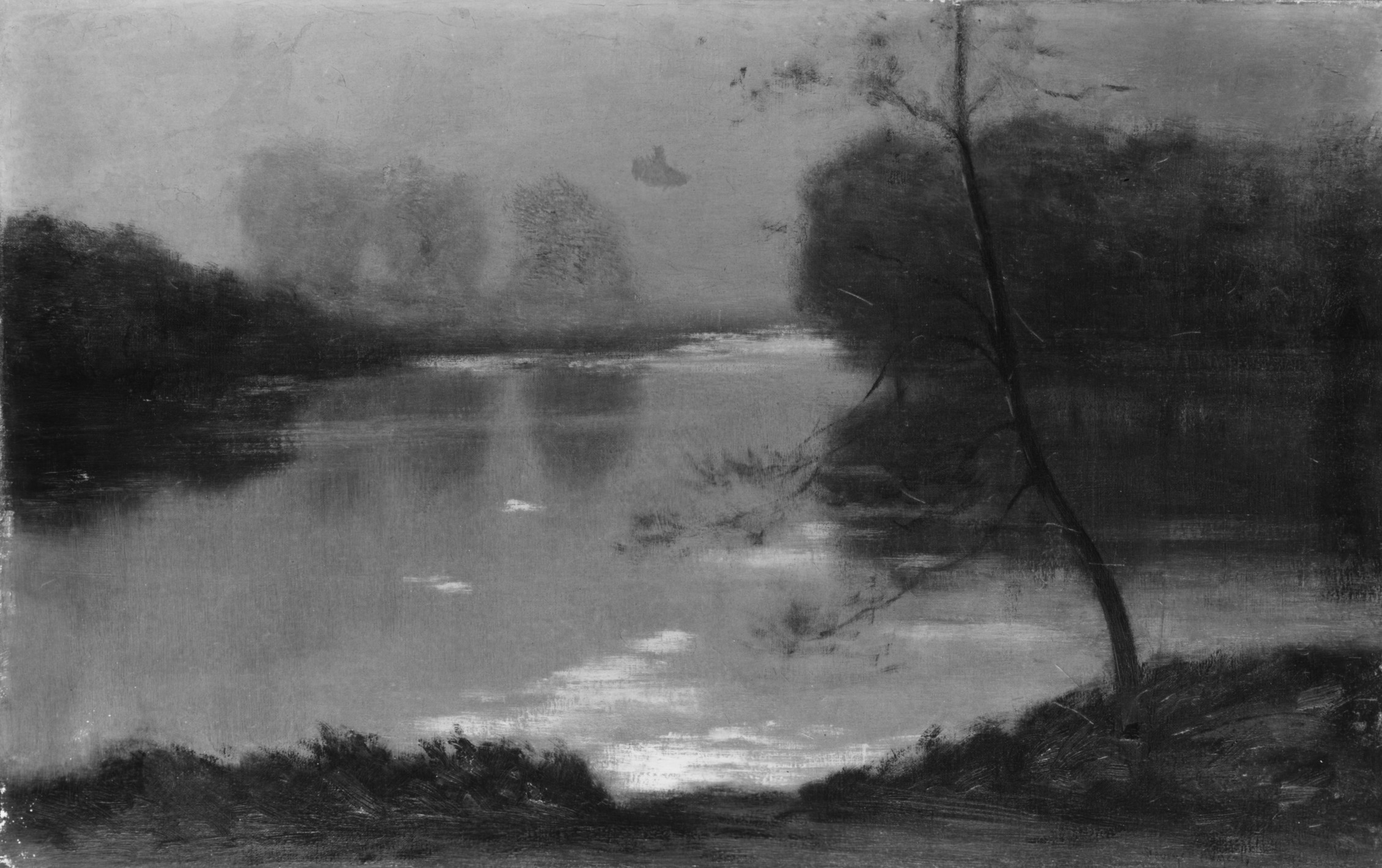
September Evening, 1898, Metropolitan Museum of Art
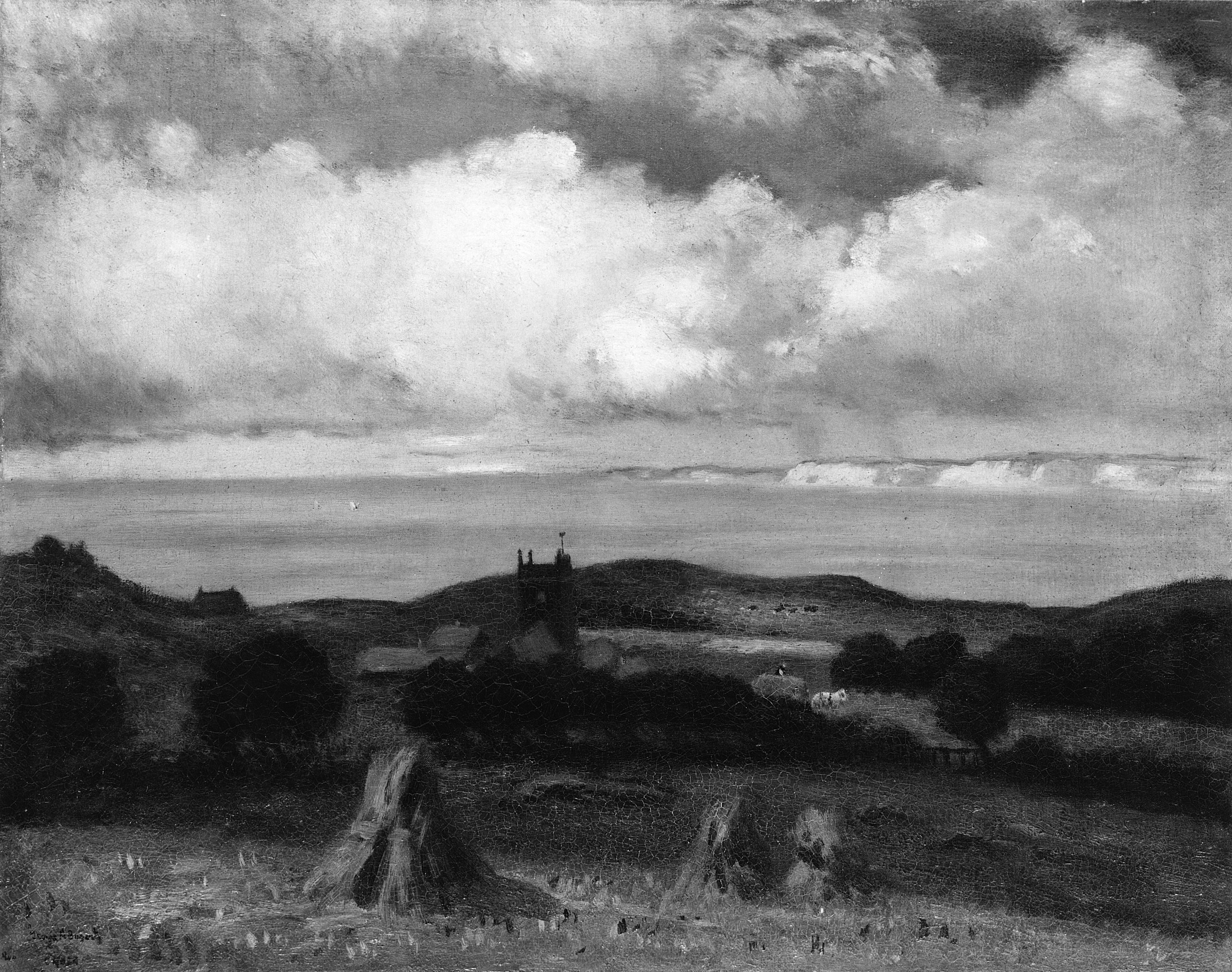
Chale, Isle of Wight, Looking Towards the Needles, 1900, Metropolitan Museum of Art
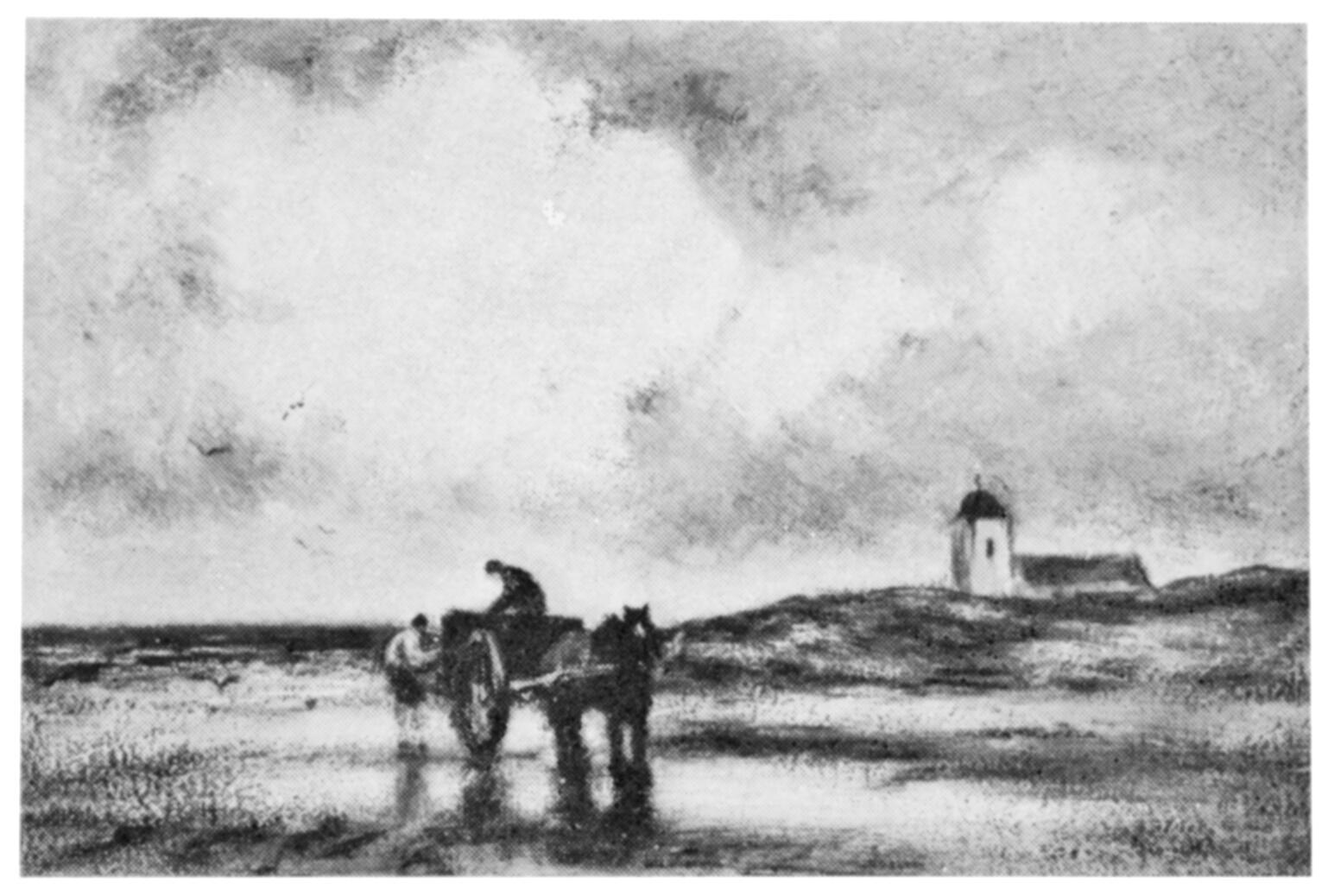
A Cloudy Day in Katwijk, vers 1900
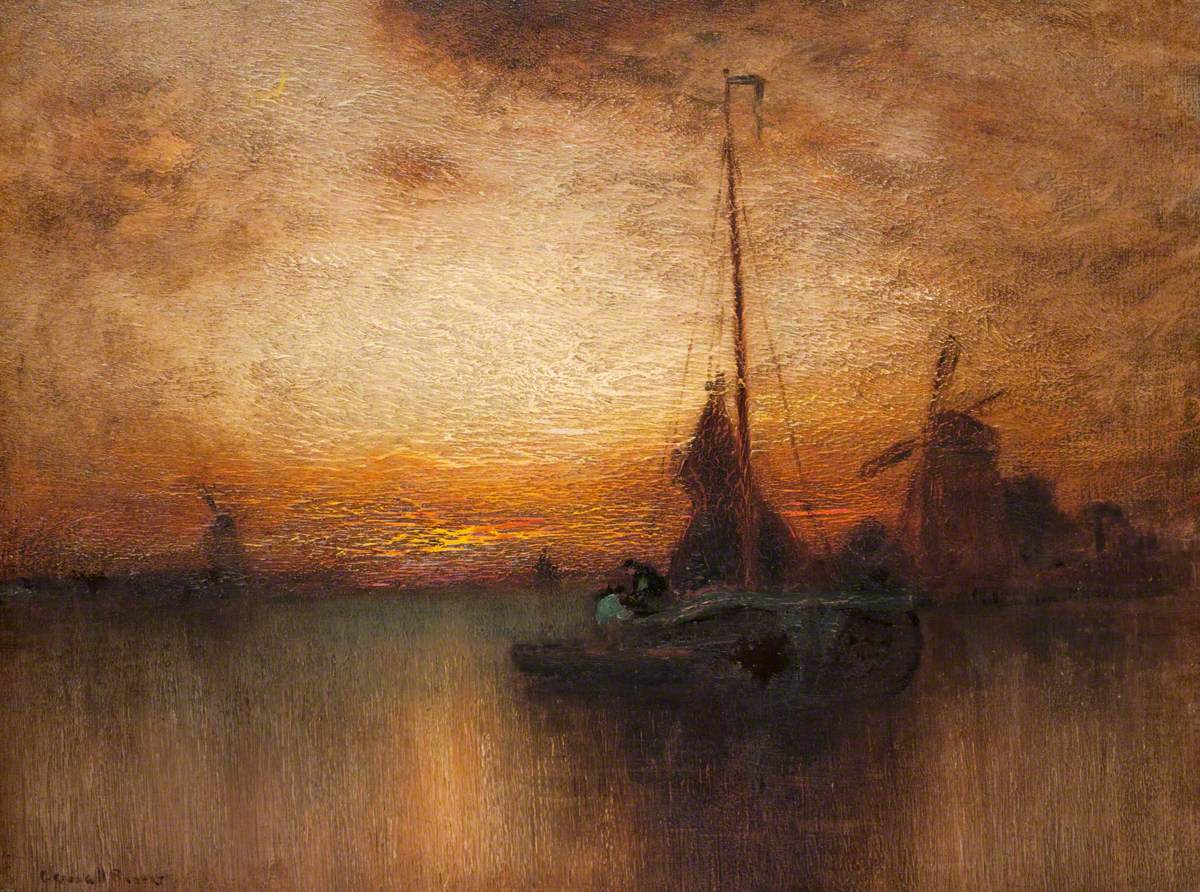
Sunset, entre 1910 et 1920
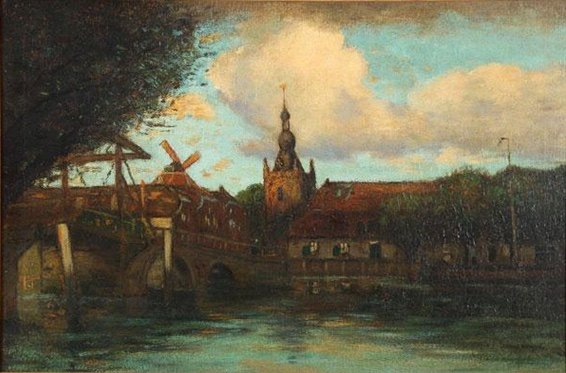
Overschie, entre 1910 et 1920